# Christina Cock
Christina Cock (nascida Clay; 25 de dezembro de 1887 – 22 de maio de 2002) foi uma supercentenária australiana que é registrada como a pessoa mais velha da história da Austrália. Ela é também a pessoa mais velha da história da Oceania. 

## Biografia
Christina Clay nasceu em Gorae, perto de Portland, Vitória, a segunda de 11 filhos. Ela se casou com Wilbert Cock em 1913. O casal permaneceu casado por quase 73 anos, até a morte de Wilbert aos 96 anos de idade em 1986.
Ela se tornou a pessoa viva mais velha da Austrália em 8 de dezembro de 1995 após a morte de Ada Cleggett. Em 21 de novembro de 2000 aos 112 anos e 330 dias, Cock quebrou o recorde de longevidade australiano de Caroline Maud Mockridge (11 de dezembro de 1874 - 6 de novembro de 1987).
No momento da morte de Cock, ela era a segunda pessoa viva mais velha do mundo depois de Grace Clawson (a reivindicação de Kamato Hongo de 116 anos foi retraída mais tarde quando uma investigação lançou a dúvida sobre sua idade).
Cock viveu independentemente até os 109 anos, quando ela quebrou o quadril durante uma queda.

## Morte
Em 22 de maio de 2002, Cock morreu em seu sono, devido a uma infecção pulmonar, com a filha Lesley Ricketson ao seu lado, na casa de repouso Lake Park, Blackburn. O gerente da casa de repouso do Lake Park, Megg Begg, disse que Cock ainda estava levando uma vida plena até o dia em que ela morreu. "Ela ainda tinha interesse em sua música e comida, particularmente bolo de chocolate, e toda a família dela, ela era muito uma pessoa orientada para a família". Ricketson disse: "Ela era muito saudável, ela nunca adoeceu, ela costumava comer bem e nunca tinha tido nada de errado com ela".
Cock está enterrada no cemitério de Burwood.